# Bina Karya
Bina Karya is een bestuurslaag in het regentschap Musi Rawas van de provincie Zuid-Sumatra, Indonesië. Bina Karya telt 1929 inwoners (volkstelling 2010).